# Internet Movie Database
Internet Movie Database (IMDb) nalazi se na adresi www.imdb.com, a radi se o najvećoj bazi podataka o filmu na internetu koja sadrži mnoštvo podataka o filmovima, filmskim glumcima, redateljima, scenaristima, producentima, ali i o televizijskim voditeljima, serijama i emisijama.
IMDb je pokrenut 1990. godine, a danas ga, prema natpisu na njegovoj naslovnoj stranici, mjesečno posjećuje više od 27 milijuna ljudi. Stranica nudi i mogućnost besplatnog učlanjenja koje članu omogućuje da unosi nove, te aktualizira ili ispravlja postojeće podatke, kao i da po želji komentira i ocjenjuje filmove ocjenama od 1 (najgore) do 10 (najbolje).
IMDb ima i popise 250 najboljih (IMDb Top 250) i 100 najgorih filmova (IMDb Bottom 100) svih vremena. Ovi popisi baziraju se isključivo na ocjenama redovitih korisnika stranice.

## Vanjske poveznice
- Službena stranica